# 滨湖上特鲁姆
滨湖上特鲁姆是奥地利萨尔茨堡州萨尔茨堡城郊县的一个市镇。总面积21.27平方公里，总人口4365人，人口密度205.2人/平方公里（2005年）。